# 秋天的第一杯奶茶
「秋天的第一杯奶茶」是一个主题标签，从2020年开始每年立秋都有众多网友参与，參與人会收到用于购买奶茶的微信红包作为其购买资金。